# Birkas
Birkas (estniska: Pürksi, estlandssvenskt uttal: bärkjas) är en by (estniska: küla) i landskapet Läänemaa i västra Estland. Birkas hade 183 invånare 2011. Den var centralort i Nuckö kommun fram till 2017 då Nuckö i samband med en kommunreform införlivades i Lääne-Nigula kommun. Birkas ligger 80 km sydväst om huvudstaden Tallinn och 8 km norr om residensstaden Hapsal.
Birkas är centralt beläget på den låglänta och platta halvön Nuckö och ligger 9 meter över havet. Närmsta grannbyar är Pasklep i väster, Österby och Skåtanäs i söder, Lyckholm i väster samt kyrkbyn Hosby i norr.

## Historia
Birkas ligger i det område som traditionellt har varit bebott av estlandssvenskar och även det svenska namnet på byn är officiellt. Samhället omnämns för första gången 1540 som Birrix. Birka herrgård anlades år 1620 men dagens byggnad härrör från 1800-talet. Den har bland annat varit i den tysk-baltiska ätten von Ungern-Sternbergs ägo. I herrgården grundades 1920 Birkas Folkhög- och Lantbruksskola för den estlandssvenska befolkningen med stöd av Riksföreningen för svenskhetens bevarande i utlandet. Huvudman var den estlandssvenska föreningen Svenska odlingens vänner men från 1923 utgick även statsbidrag. 1939 flyttade verksamheten till Hapsal, men upphörde kort därefter. Under åren 1989–1995 renoverades herrgårdsbyggnaden och är nu huvudbyggnad för Nuckö gymnasium som har undervisning på såväl estniska som svenska. Parken i herrgårdens omgivningen är tre hektar stor och ett naturreservat.

## Klimat
Inlandsklimat råder i trakten. Årsmedeltemperaturen i trakten är 3 °C. Den varmaste månaden är juli, då medeltemperaturen är 18 °C, och den kallaste är januari, med −12 °C.